# Steven Tyler
Steven Victor Tallarico (New York, 26 maart 1948), beter bekend als Steven Tyler, is een Amerikaanse zanger, songwriter, muzikant, acteur en voormalig jurylid van een Amerikaanse muziekcompetitie. Tyler is het bekendst geworden als de zanger van de rockband Aerosmith. Naast de rol van zanger speelt hij ook harmonica, piano en de drums voor de band. Tyler is onder andere bekend als de 'Demon of Screamin' (Demon van het schreeuwen) door zijn hoge uithalen en wijde vocale bereik. Daarnaast is hij bekend door zijn acrobatiek op het podium.

## Biografie
In 1965 begon hij vanaf zijn 17e in een band te spelen. Vijf jaar later, in 1970 werd hij zanger, om de band Aerosmith op te richten.
Bekende eigenschappen van Tyler zijn z'n brede mond, zijn lange haren en het sjaaltje dat vaak aan zijn microfoonstandaard hangt.
Tyler heeft drie dochters en een zoon, zijn oudste dochter is de actrice Liv Tyler die als kind in de veronderstelling was dat Todd Rundgren haar vader was, omdat die haar had opgevoed.
Vanwege hun inname van stimulerende middelen werden Tyler en Aerosmith-gitarist Joe Perry ook wel de Toxic Twins genoemd, de 'Giftige Tweeling'.
In 2005 scoorde Tyler samen met Santana een bescheiden hit met het nummer Just Feel Better. Dit was in Nederland de enige Nederlandse Top 40 en Mega Top 50-hit die hij zonder zijn band heeft behaald. De single werd een klein hitje met een bescheiden 33e positie.
Tyler viel begin augustus 2009 van het podium na een optreden in South Dakota. Hij moest naar het ziekenhuis, maar hij zou geen blijvend letsel aan de val overhouden.

## Trivia
- Tyler is de neef van Tommy Tallarico, een componist van computerspellen.